# Juana Antonia Padrón de Montilla
Juana Antonia Padrón de Montilla fue una matrona venezolana de la época de la Independencia.
Se distinguió por sus sentimientos patrióticos y en su casa de Caracas tenían lugar las reuniones clandestinas. Fue madre de los generales Mariano Montilla y Tomás Montilla.